# Markus (cantante)
Markus Mörl, più conosciuto semplicemente come Markus e talora anche come Markus M (Bad Camberg, 27 agosto 1959), è un cantante e attore tedesco.
Nella sua carriera ha inciso dischi pop, dance, rock ma è ricordato soprattutto come nome di punta della NDW.

## Biografia
L'esordio musicale di Markus è avvenuto nel 1982, con la pubblicazione dell'album Kugelblitze und Raketen che ha segnato la sua adesione alla NDW; album contenente il singolo Ich Will Spass, destinato a conquistare la prima posizione nella classifica tedesca e a ottenere consensi anche in altri paesi. Lo stesso anno il cantante ha interpretato il film-manifesto del movimento, Gib Gas - Ich Will Spass, insieme ad alcuni colleghi tra cui Nena e gli Extrabreit. Nel 1983 ha conseguito ancora successo grazie alla canzone Ab und los.
Nel 1985 Markus ha formato con Mark Jefferis  il duo T.X.T., che ha pubblicato un unico album, dalle atmosfere dance: in esso c'è anche Girls Got A Brand New Toy, canzone che in Italia ha raggiunto la quarta posizione nella classifica dei singoli.
Due anni dopo Markus ha ripreso la carriera da solista, riducendo tuttavia notevolmente la sua attività.

## Discografia da solista

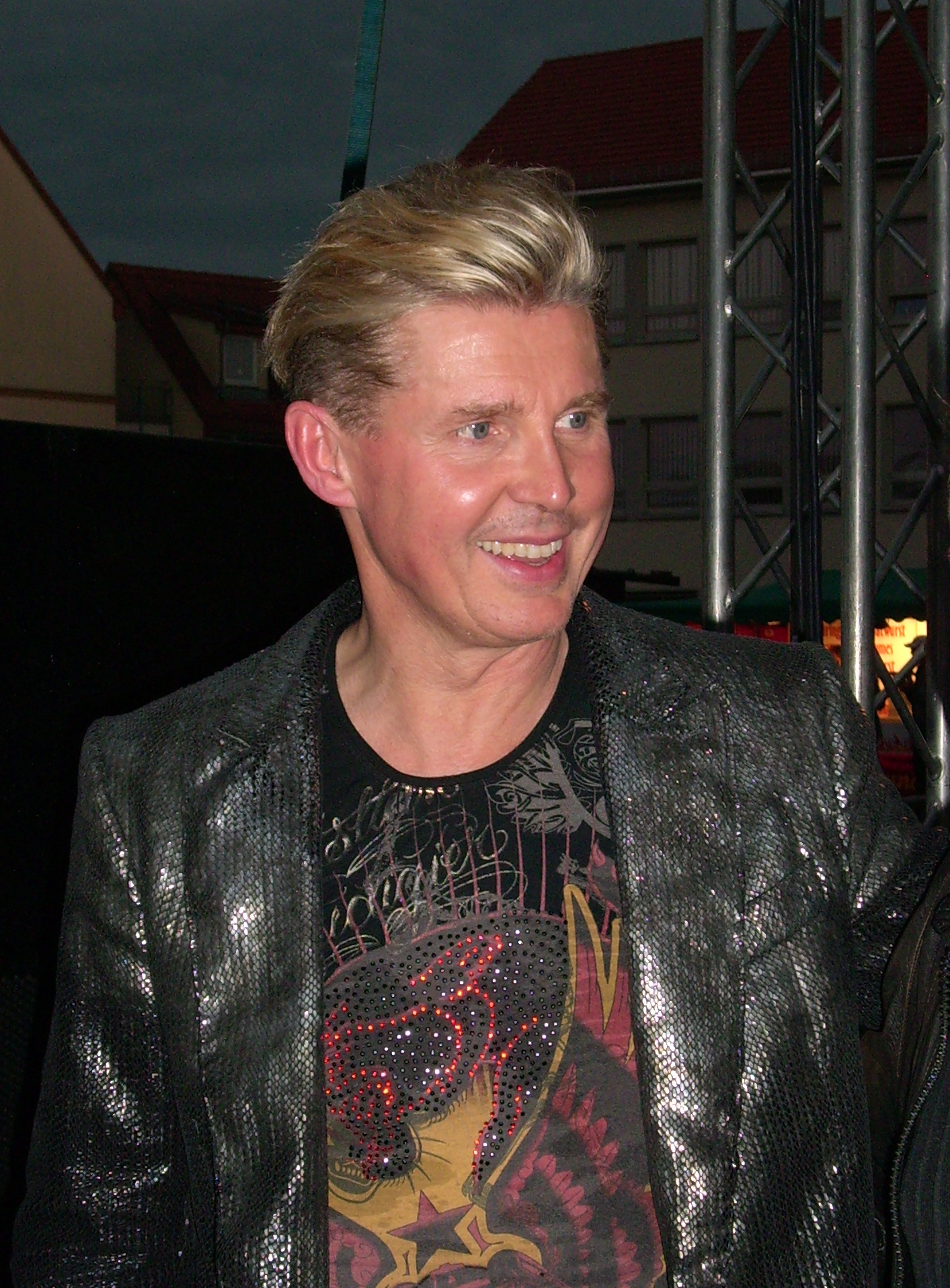
Markus nel 2012

### Album
- 1982: Kugelblitze und Raketen
- 1983: Es könnt romantisch sein
- 1992: Markus (Die Macht der kleinen Hände)
- 1997: Definitive Collection
- 2000: Kopfüber
- 2008: Alles kommt wie es kommt
- 2011: Heiter und wolkig
- 2017: Zeit zu fliegen

### Singoli
- 1982: Ich will Spaß
- 1982: Schön sind wir sowieso
- 1982: Kling, Klang Schicksalsmelodie
- 1982: Kleine Taschenlampe brenn
- 1983: Ab und los
- 1983: Ich möchte lieber ein Roboter sein
- 1987: Irgendwann, irgendwo
- 1989: Du hast mein Herz verbrannt
- 1992: 1000 Kerzen werden brennen
- 1992: So wie ein Stern
- 1992: Der kleine Bär
- 1992: Grüß mir die Ewigkeit
- 1995: Ich will Spaß '95
- 1996: Kleine Taschenlampe brenn '96
- 2000: Unsterblich
- 2008: Wir wollten niemals auseinander gehen
- 2008: Alles kommt wie es kommt
- 2015: Ich bin dann mal weg
- 2016: Diese Zeit ist geil
- 1982: Kugelblitze und Raketen
- 1983: Es könnt romantisch sein
- 1985: T.X.T.: What About You
- 1992: Markus (Die Macht der kleinen Hände)
- 1997: Definitive Collection
- 2000: Kopfüber
- 2008: Alles kommt wie es kommt
- 2011: Heiter und wolkig
- 2017: Zeit zu fliegen
- 2017: Macht die Herzen frei
- 2018: Spring ins Blau
- 2019: Kleine Taschenlampe brenn' 2019 (feat. Stereoact)
- 2019: Märchenprinz
- 2020: Blutjunge Herzen
- 2020: Was für ein Tag (feat. Yvonne König)